# Walter Andreas Schwarz
Pour les articles homonymes, voir Schwarz.
Walter Andreas Schwarz (2 juin 1913 - Heidelberg, 1er avril 1992) est un chanteur, écrivain et interprète allemand né à Aschersleben.

## Biographie
En 1956, Walter Andreas Schwarz participe à la sélection nationale allemande du Concours Eurovision de la chanson. Il gagne la sélection nationale et devient le premier Allemand à participer au concours avec Freddy Quinn. Il ne gagne pas le concours et sa place reste inconnue. Cependant il est dit qu'il termina second.